# Scrofulaire des chiens
Scrophularia canina
Espèce
Classification phylogénétique
Scrophularia canina, la scrofulaire des chiens (orthographe actuelle), est une plante herbacée de la famille des Scrofulariacées appartenant au genre Scrophularia.

## Caractéristiques
- Hauteur : 20 à 60 cm
- Fleur : 4 à 5 mm
- Floraison : mai à juillet
- Altitude : maximum à 2 000 mètres
- Distribution : espèce subméditerranéenne.

## Description
Cette scrofulaire pousse dans les rocailles, les éboulis, alluvions, sols sableux et au bord des chemins. Les feuilles sont complètement divisées en lobes eux-mêmes découpés. Ses fleurs sont très discrètes, d’un beau pourpre taché de blanc, les étamines dépassant largement de la corolle. Ses feuilles sont pennées, très divisées.

## Sous-espèces et variétés
Selon l'INPN (6 février 2021) :
- sous-espèce : Scrophularia canina L., 1753 subsp. canina
- sous-espèce : Scrophularia canina subsp. bicolor (Sm.) Greuter, 1967
- sous-espèce : Scrophularia canina subsp. hoppii (W.D.J.Koch) P.Fourn., 1937
- sous-espèce : Scrophularia canina subsp. pinnatifida (Brot.) J.-M.Tison, 2010
  - variété : Scrophularia canina var. deschatresii Gamisans, 1992
  - variété : Scrophularia canina var. pinnatifida (Brot.) J.-M. Tison, 2010
- sous-espèce : Scrophularia canina subsp. ramosissima (Loisel.) Bonnier & Layens, 1894